# Dawson (série télévisée)
Pour les articles homonymes, voir Dawson.
Dawson (Dawson's Creek) est une série télévisée américaine en 128 épisodes de 44 minutes, créée par Kevin Williamson et diffusée entre le 20 janvier 1998 et le 14 mai 2003 sur le réseau The WB.
En France, la série a été diffusée du 10 janvier 1999 au 8 novembre 2003 sur TF1 puis rediffusée dès le 26 novembre 2006 sur TF6, à partir du 23 août 2010 sur NT1, dès le 7 janvier 2013 sur AB1, à partir du 5 octobre 2015 sur Téva et depuis le 9 août 2021 sur TFX. Au Québec, à partir du 20 septembre 1999 sur Canal Famille et continué sur VRAK.TV.
La série est un succès mondial, obtient des critiques élogieuses, remporte un grand nombre de récompenses, tout en étant considérée comme culte et brillante de par son écriture, son quatrieme mur, mais aussi ses sous textes, ainsi que ses références au cinéma qu’elle contient,,,,.
Netflix a acquis les droits de la série et la diffuse à compter du 15 janvier 2021.

## Synopsis
Dawson Leery est un adolescent de 15 ans qui vit dans la petite ville de Capeside. Il n’a qu’un seul rêve : devenir réalisateur, mais comment poursuivre cet objectif, lorsque les problèmes de son âge et de ses amis, viennent perturber leurs petites existences. Au cours des six saisons, de nombreux thèmes de société sont abordés (homophobie, drogue, cancer, mort…).

## Distribution

### Acteurs principaux
- James Van Der Beek (VF : Thierry Wermuth) : Dawson Leery
- Katie Holmes (VF : Alexandra Garijo) : Josephine « Joey » Potter
- Joshua Jackson (VF : Alexandre Gillet) : Pacey Witter
- Michelle Williams (VF : Valérie Siclay) : Jennifer « Jen » Lindley
- Kerr Smith (VF : Hervé Rey) : Jack McPhee (récurrent saison 2, principal saisons 3 à 6)
- Meredith Monroe (VF : Barbara Delsol) : Andrea « Andie » McPhee (récurrente saison 2, principale saisons 3 et 4, invitée saison 6)
- Busy Philipps (VF : Caroline Victoria) : Audrey Liddell (récurrente saison 5, principale saison 6)
- Mary Beth Peil (VF : Arlette Thomas) : Evelyn « Grams » Ryan
- Mary-Margaret Humes (VF : Françoise Pavy) : Gail Leery (principal saisons 1 à 4, puis récurrente saisons 5 et 6)
- John Wesley Shipp (VF : Philippe Catoire) : Mitch Leery (principal saisons 1 à 4, invité saison 5)
- Nina Repeta (VF : Vanina Pradier) : Bessie Potter (principal saisons 1 à 4, récurrente saisons 5 et 6)

### Acteurs récurrents
- Monica Keena (VF : Véronique Alycia) : Abby Morgan (saisons 1 et 2)
- David Dukes : Joseph McPhee (saisons 2 à 4[note 1])
- Gareth Williams (VF : Nicolas Marié) : Mike Potter
- Sasha Alexander (VF : Laurence Dourlens) : Gretchen Witter (saison 4)
- Mark Matkevich (en) (VF : Éric Aubrahn) : Drue Valentine (saison 4)
- David Monahan (en) (VF : Maurice Decoster) : Tobey Barret
- Dylan Neal (VF : Pierre Tessier) : Doug Witter
- Harve Presnell (VF : Marc de Georgi) : Arthur Brooks
- Bianca Lawson (VF : Sylvie Jacob) : Nikki Green
- Brittany Daniel (VF : Marie-Laure Dougnac) : Eve Whitman
- Leann Hunley (en) (VF : Céline Monsarrat) : Tamara Jaccobs
- Scott Foley (VF : Mathias Kozlowski) : Cliff Elliot (saison 1)
- Michael Pitt (VF : Mathias Casartelli) : Henry Parker
- Jensen Ackles (VF : Fabrice Josso) : CJ (saison 6)
- Megan Gray (VF : Céline Mauge) : Emma Jones
- Sebastian Spence (VF : Éric Legrand) : Professeur Freeman
- Eddie Cahill (VF : Emmanuel Curtil) : Max Winter
- Roger Howarth (en) (VF : Thierry Ragueneau) : Professeur Hetson
- Bianca Kajlich (VF : Laura Préjean) : Natasha
- Chad Michael Murray (VF : Pascal Nowak) : Charlie Todd (saison 5)
- Ken Marino : Professeur David Wilder (saison 5)
- Ali Larter : Kristy Livingstone
- Jason Behr (VF : David Krüger) : Chris Wolfe (saison 2)
- Rachael Leigh Cook (VF : Barbara Tissier) : Devon (saison 2, 3 épisodes)
- Oliver Hudson (VF : Didier Cherbuy) : Eddie Doling
- Hal Ozsan (VF : Éric Etcheverry (saison 5) puis Adrien Antoine (saison 6)) : Todd Carr
- Sarah Shahi (VF : Magali Barney) : Sadia Shaw
- Jonah Blechman (en) (VF : Vincent de Boüard) : Tad (saison 5, épisode 9)
- Jordan Bridges (VF : Alexis Victor) : Oliver Chirchick
- Eion Bailey (VF : Thierry Ragueneau) : Billy Conrad, l'ex petit-ami de Jen (saison 1, épisodes 8 et 9)
- Eric Balfour : Warren Goering (saison 1, épisode 9)
- Obba Babatundé : Professeur Green
- Pauley Perrette : Rachel Weir (saison 5, épisodes 7 et 8)
- Jennifer Morrison : Melanie Shea Thompson (saison 5, épisodes 2 et 12)
- Hilarie Burton : VJ Hilarie (saison 5, épisode 19)
- Ian Bohen : Anderson Crawford (saison 1, épisode 3)
- Mädchen Amick : Nicole Kennedy (saison 2)

- Version française
  - Société de doublage : Dubbing Brothers
  - Direction artistique : Barbara Tissier et Barbara Delsol
  - Adaptation des dialogues : Houria Belhadji et Catherine Lorans

 Source et légende : version française (VF) sur RS Doublage

## Production
(septembre 2018).
Si vous disposez d'ouvrages ou d'articles de référence ou si vous connaissez des sites web de qualité traitant du thème abordé ici, merci de compléter l'article en donnant les références utiles à sa vérifiabilité et en les liant à la section « Notes et références ».
Dans la version française, le titre de chaque épisode fait référence à un film.
La série est aussi riche en sous-texte, les commentaires de Dawson Leery, personnage principal de la série, féru de cinéma, sur la réalisation, et particulièrement l'écriture de scénario, sont aussi des commentaires sur la série Dawson elle-même. On peut voir dans ces sous-textes la touche de Kevin Williamson, qui avait déjà utilisé les sous-textes abondamment dans le film Scream.

### Tournage
Le tournage s'arrête le 25 avril 2003. La diffusion de la série s'arrête le 14 mai 2003.

### Musique
Le titre du générique, I Don't Want to Wait reste la musique la plus célèbre de la série, mais la bande-originale était composée de nombreux titres pop-rock. Deux albums sont même parus, réunissant des titres des saisons 2 et 3 de la série.
Il existe une autre chanson de générique : Run Like Mad qui se trouve sur certaines versions DVD mais également sur les versions Netflix ou Prime Video.
Songs of Dawson's Creek
- Lene Marlin -  Sitting Down Here
- Sixpence None the Richer - Kiss Me
- Sophie B. Hawkins - Loose your way
- Chantal Kreviazuk - Feels like home
- Shooter - Life's a bitch
- PJ Olsson - Ready for a fall
- Wood - Stay you
- Nikki Hassman - Any Lucky Penny
- Shawn Mullins (en) - Shimmer
- Heather Nova - London Rain (Nothing heals me like you do)
- Curtis Stigers - To be loved
- SOZZI - Letting go
- Adam Cohen - Cry Ophelia
- Jessica Simpson - Did you ever love somebody
- B*Witched - Blame it on the weatherman
- S.O.A.P. - Not like other girls
- Paula Cole - I Don't Want to Wait

Songs of Dawson's Creek - Volume 2
- Jessica Simpson - I think I'm in love with you
- Evan and Jaron - Crazy for this girl
- Train - Respect
- The Jayhawks - I'm gonna make you love me
- Lara Fabian Givin' up on you
- Five for Fighting - Superman
- Nine Days - If I am
- Shawn Colvin - Never saw blue like that
- Splender - I think god can explain
- Michal[14] - Broken boy
- Pete Yorn - Just another
- Jessica Andrews - Show me heaven
- Mary Beth Maziarz - Daydream believer
- Bo Kaspers Orkester - You and me
- Black Posse - Danse
- Racoon - Feel like flying
- Spitball - Trouble
- Yum - Happy

## Capeside
C'est une ville fictive du Massachusetts où se déroule l'action de la série télévisée. C'est une ville modeste sur la côte Atlantique, au fond d'une baie remplie de canaux ; comme le montrent les scènes où les personnages de Joey et Dawson se déplacent en canot.
Le lieu du tournage est Wilmington, un port de Caroline du Nord où la côte est similaire à celle du Massachusetts (baie pénétrante, marais, méandres).

## Commentaires
- La série a été créée par Kevin Williamson, l'auteur de la tétralogie des Scream et le scénario est inspiré de sa propre enfance.
- Dans la première saison, Michelle Williams est créditée avant Katie Holmes dans le générique de début. Katie Holmes, devant le succès de son personnage, Joey Potter, passe devant.
- La version française est victime de nombreuses censures (dialogues jugés trop "choquants" et "crus" et traduits de façon totalement différente de la version originale).
- Selon Naomi Klein, dans son livre "No Logo" (ed. Babel, p. 83), cette série est fortement influencée, voire contrôlée, par la marque de vêtements "J. Crew". Les acteurs étaient habillés par la marque, des répliques citaient son nom et la troupe fit la couverture du catalogue "J. Crew" de janvier 1998. Selon Naomi Klein ceci fait partie du processus de "branding". Les firmes ne sont plus productrices d'objets ou de services, mais vendent une marque qu'elles cherchent à faire passer pour une sorte de style de vie et pour cela investissent tous les espaces de la vie et quand cela ne suffit pas créent leurs propres espaces (ici la série Dawson).
- Près de 500 comédiens ont été castés pour le rôle de Dawson Leery. Parmi eux, Josh Hartnett[15].

- Joshua Jackson a auditionné pour le rôle de Dawson, mais s'est vu attribuer le rôle de Pacey.
- Selma Blair a auditionné pour le rôle de Joey.

- Katherine Heigl a auditionné pour le rôle de Jenn[16].

## DVD
Les DVD saisons 1 à 6 sont disponibles exclusivement à la vente, en coffret individuels depuis 2003.
La saison 1 est sortie en novembre 2003.
Les saisons 2 et 3 sont sorties en juin et octobre 2004.
Les saisons 4 et 5 sont sorties en février et juin 2005.
La saison 6 est sortie depuis mars 2006.

## Série dérivée
- Dawson a une série cousine considérée à tort comme dérivée (spin-off), Young Americans, de huit épisodes.

En fait, pour faire de la pub à la série, un des personnages, Will, apparaît dans la saison 3 de Dawson. Young Americans avait déjà été tournée. Malgré des pétitions pour faire continuer la série, les associations religieuses et de nombreuses manifestations et critiques ont réussi à la faire supprimer.

## Accueil, critiques, récompenses et statut de série culte
La série est un succès mondial, obtient des critiques élogieuses, remporte un grand nombre de récompenses, tout en étant considérée comme culte et brillante de par son écriture, son 4e mur, mais aussi ses sous textes, ainsi que ses références au cinéma qu’elle contient,,,,.